# Maruschka Detmers
Maruschka Detmers (ur. 16 grudnia 1962 w Schoonebeek) – holenderska aktorka filmowa i telewizyjna, która zdobyła popularność dzięki występom w filmach francuskich.

## Życiorys
Urodziła się w Schoonebeek w prowincji Drenthe jako córka lekarza weterynarii. W wieku siedemnastu lat przeniosła się do Paryża, gdzie podjęła pracę jako opiekunka do dziecka i pobierała lekcje aktorstwa. Kiedy rozeszła się wieść, że Isabelle Adjani odrzuciła ofertę Jean-Luc Godarda do roli Carmen, wysłała wraz z koleżanką z kursu swoje zdjęcie i po przesłuchaniu otrzymała rolę w melodramacie kryminalnym Imię: Carmen (Prénom Carmen, 1983) z Jacques'em Bonnaffé, bardzo luźnej, współczesnej interpretacji XIX-wiecznej powieści Prospera Mériméego Carmen i słynnej opery Bizeta pod tym samym tytułem. Mimo nagrody Złotego Lwa na festiwalu filmowym w Wenecji w 1983 oraz Nagrody Specjalnej Jury za walory techniczne, film nie został dobrze przyjęty przez francuskich krytyków. 
Rola Carole w dramacie Pirat (La Pirate, 1984) z Jane Birkin przyniosła jej nominację do nagrody Cezara. W 1985 otrzymała także niemiecką nagrodę nagrodę Bambi. Potem zagrała kobietę, która wdaje się w romans z włoskim licealistą w melodramacie Marco Bellocchio Diabeł wcielony (Il Diavolo in corpo, 1986), adaptacji powieści Raymonda Radigueta Opętanie. 
Wystąpiła w komediodramacie Marco Ferreri Jak dobrzy są biali (Come sono buoni i bianchi, 1988) z Michele Placido, dramacie wojennym Wojna Hanny (Hanna's War, 1988) z Ellen Burstyn, dramacie muzycznym Królowie mambo (The Mambo Kings, 1992) u boku Armanda Assante i Antonio Banderasa, dramacie sensacyjnym Strzelec wyborowy (The Shooter, 1995) z Dolphem Lundgrenem, komedii Królowie życia (Comme des rois, 1997) u boku Stéphane Freissa, Mariusza Pujszo i Thierry'ego Lhermitte oraz dramacie St. Pauli Nacht (1999) z Benno Fürmannem.

## Filmografia

### Filmy
- 1983: Imię: Carmen (Prénom Carmen) jako Carmen X
- 1983: Sokół (Le Faucon) jako kobieta Zodiak
- 1984: Zemsta skrzydlatego węża (La Vengeance du serpent à plumes) jako Laura
- 1984: Pirat (La Pirate) jako Carole
- 1986: Diabeł wcielony (Il Diavolo in corpo) jako Giulia
- 1988: Jak dobrzy są biali (Come sono buoni i bianchi) jako Nadia
- 1988: Wojna Hanny (Hanna's War) jako Hanna
- 1989: Dwoje (Deux) jako Hélène Müller
- 1991: Obca siła (Le Brasier) jako Alice
- 1992: Królowie mambo (The Mambo Kings) jako Delores Fuentes
- 1994: Zbrodnicze przygody (Elles n'oublient jamais) jako Anne
- 1995: Strzelec wyborowy (The Shooter) jako Simone Rosset
- 1997: Królowie życia (Comme des rois) jako Elizabeth
- 1998: Ostatni sekret (Rewind) jako Marianne Legrand
- 1999: St. Pauli Nacht jako Ulrike
- 2000: Dla miłości nieba (Pour l'amour du ciel)
- 2001: Kocham cię (Te quiero) jako Murielle
- 2008: Robert Zimmerman rozprawia o miłości (Robert Zimmermann wundert sich über die Liebe) jako Monika

### Filmy TV
- 1992: Armen i Bullik  (Armen and Bullik) jako Marion
- 1998: Clarissa - łzy tkliwości (Clarissa) jako Clarissa
- 2001: Przelotny ptak miłości (Zugvögel der Liebe) jako Julia Klimt
- 2002: Moja droga Caroline (Mère, fille: mode d'emploi) jako Florence Anselme
- 2003: Jean Moulin (Jean Moulin, une affaire française) jako Gilberte
- 2003: Kapitan Lawrence (Capitaine Lawrence) jako Natacha Lawrence
- 2003: Mata Hari (Mata Hari, la vraie histoire) jako Mata Hari
- 2004: Mon fils cet inconnu jako Laurence
- 2004: Ojciec Goriot (Le Pere Goriot) jako Wicehrabina de Beauséant
- 2005: Tajemnica dziecka (Disparition) jako Alice Sénéchal
- 2008: Sok pomarańczowy (Orange Juice, krótkometrażowy) jako Hélène
- 2009: Mężczyźni nie kłamią! (Männer lügen nicht) jako Barbara

### Seriale TV
- 1985: Lime Street jako księżniczka Christina
- 1985: Via Mala jako Silvie Laurentz